# Alloperla acietata
Alloperla acietata is een steenvlieg uit de familie groene steenvliegen (Chloroperlidae). De wetenschappelijke naam van de soort is voor het eerst geldig gepubliceerd in 1975 door Zapekina-Dulkeit.